# Little League World Series 2015/Qualifikation
Die Qualifikation zu den Little League World Series 2015 fand zwischen Juni und August 2015 statt. (→ Ergebnisse)
Die Little League Baseball World Series ist das größte Sportturnier im Baseball für unter 12-jährige Knaben aus der ganzen Welt. Die Qualifikation wird aufgeteilt in acht Regionen in den Vereinigten Staaten und acht internationalen Regionen ausgetragen.

## Vereinigte Staaten

### Große Seen
Das Turnier fand vom 9. bis 15. August 2015 in Indianapolis statt.

#### Vorrunde
| Stadt         | Mannschaft               | W-L |
| ------------- | ------------------------ | --- |
| Olney         | Olney LL                 | 1–2 |
| New Albany    | New Albany LL            | 2–2 |
| Bowling Green | Bowling Green Eastern LL | 3–1 |
| Bay City      | Bay City Southwest LL    | 0–2 |
| Hamilton      | West Side LL             | 2–2 |
| Burlington    | Burlington LL            | 2–1 |

| Datum      | Zeit (UTC−5) | Stadion        | Begegnung | Begegnung | Begegnung | Ergebnis |
| ---------- | ------------ | -------------- | --------- | --------- | --------- | -------- |
| 9. August  | 17:00        | Ferguson Field | Indiana   | –         | Ohio      | 3:2      |
| 9. August  | 19:00        | Stokley Field  | Illinois  | –         | Michigan  | 10:4     |
| 10. August | 11:00        | Ferguson Field | Kentucky  | –         | Indiana   | 5:2      |
| 10. August | 14:00        | Stokley Field  | Illinois  | –         | Wisconsin | 0:10     |
| 11. August | 11:00        | Ferguson Field | Ohio      | –         | Illinois  | 7:6      |
| 11. August | 18:00        | Stokley Field  | Michigan  | –         | Indiana   | 0:3      |
| 12. August | 14:00        | Ferguson Field | Indiana   | –         | Ohio      | 4:5      |

#### Playoff
|  | Halbfinale      | Halbfinale |           |                | Finale     | Finale     |
|  |                 |            |           |                |            |            |
|  | 13. August      |            |           |                |            |            |
|  | Kentucky        | 0          |           |                |            |            |
|  | Wisconsin (F/4) | 10         |           |                | 15. August | 15. August |
|  |                 |            | Wisconsin | 0              |            |            |
|  | 14 August       | 14 August  |           | Kentucky (F/4) | 13         |            |
|  | Kentucky        | 4          |           |                |            |            |
|  | Ohio            | 3          |           |                |            |            |
|  |                 |            |           |                |            |            |

### Mittelatlantik
Das Turnier fand vom 10. bis 16. August 2015 in Bristol, Connecticut statt.

#### Vorrunde
| Stadt            | Mannschaft          | W-L |
| ---------------- | ------------------- | --- |
| Middletown       | M-O-T LL            | 0–2 |
| Delmar           | Delmar LL           | 3–2 |
| Jackson          | Jackson Township LL | 2–2 |
| Maine-Endwell    | Maine-Endwell LL    | 2–2 |
| Lewisberry       | Red Land LL         | 3–0 |
| Washington, D.C. | Capitol City LL     | 0–2 |

| Datum      | Zeit (UTC-5) | Stadion     | Begegnung            | Begegnung | Begegnung            | Ergebnis   |
| ---------- | ------------ | ----------- | -------------------- | --------- | -------------------- | ---------- |
| 10. August | 10:00        | Breen Field | District of Columbia | –         | Maryland             | 5:10       |
| 10. August | 16:00        | Breen Field | New York             | –         | Delaware             | 9:6        |
| 11. August | 15:00        | Breen Field | Maryland             | –         | New Jersey           | 4:7        |
| 11. August | 17:30        | Breen Field | Pennsylvania         | –         | New York             | 11:3       |
| 12. August | 13:00        | Breen Field | New York             | –         | District of Columbia | 10:8       |
| 12. August | 17:30        | Breen Field | Delaware             | –         | Maryland             | 3:15 (F/4) |
| 14. August | 19:00        | Breen Field | New York             | –         | Maryland             | 8:15       |

#### Playoff
|  | Halbfinale       | Halbfinale |              |            | Finale     | Finale     |
|  |                  |            |              |            |            |            |
|  | 13. August       |            |              |            |            |            |
|  | New Jersey       | 2          |              |            |            |            |
|  | Pennsylvania     | 13         |              |            | 16. August | 16. August |
|  |                  |            | Pennsylvania | 12         |            |            |
|  | 15. August       | 15. August |              | New Jersey | 0          |            |
|  | New Jersey (F/4) | 10         |              |            |            |            |
|  | Maryland         | 0          |              |            |            |            |
|  |                  |            |              |            |            |            |

### Mittlerer Westen
Das Turnier fand vom 9. bis 15. August 2015 in Indianapolis statt. South Dakota vertritt sowohl North wie auch South Dakota.

#### Vorrunde
| Stadt       | Mannschaft         | W-L |
| ----------- | ------------------ | --- |
| Des Moines  | Grandview LL       | 1–2 |
| Frontenac   | Frontenac Youth LL | 0–2 |
| Coon Rapids | Coon Rapids LL     | 2–1 |
| Webb City   | Webb City LL       | 4-1 |
| Omaha       | Memorial LL        | 2–2 |
| Rapid City  | Canyon Lake LL     | 1–2 |

| Datum      | Zeit  | Stadion        | Begegnung    | Begegnung | Begegnung | Ergebnis |
| ---------- | ----- | -------------- | ------------ | --------- | --------- | -------- |
| 9. August  | 12:00 | Stokley Field  | Nebraska     | –         | Missouri  | 3:2      |
| 9. August  | 14:00 | Ferguson Field | Iowa         | –         | Kansas    | 11:3     |
| 10. August | 16:00 | Ferguson Field | South Dakota | –         | Nebraska  | 5:2      |
| 10. August | 18:00 | Stokley Field  | Minnesota    | –         | Iowa      | 11:7     |
| 11. August | 14:00 | Ferguson Field | Iowa         | –         | Missouri  | 3:11     |
| 11. August | 16:00 | Stokley Field  | Nebraska     | –         | Kansas    | 11:6     |
| 12. August | 11:00 | Ferguson Field | Missouri     | –         | Nebraska  | 15:4     |

#### Playoff
|  | Halbfinale     | Halbfinale |           |                | Finale     | Finale     |
|  |                |            |           |                |            |            |
|  | 13. August     |            |           |                |            |            |
|  | South Dakota   | 7          |           |                |            |            |
|  | Minnesota      | 15         |           |                | 15. August | 15. August |
|  |                |            | Minnesota | 0              |            |            |
|  | 14. August     | 14. August |           | Missouri (F/4) | 10         |            |
|  | South Dakota   | 2          |           |                |            |            |
|  | Missouri (F/5) | 13         |           |                |            |            |
|  |                |            |           |                |            |            |

### Neuengland
Das Turnier fand vom 10. bis 16. August 2015 in Bristol, Connecticut statt.

#### Vorrunde
| Stadt            | Mannschaft          | W-L |
| ---------------- | ------------------- | --- |
| Waterford        | Waterford LL        | 2–2 |
| Biddeford        | Biddeford LL        | 0–2 |
| Newton           | Newton SouthEast LL | 1–2 |
| Bedford          | Bedford LL          | 2–1 |
| Cranston         | Cranston Western LL | 4–1 |
| South Burlington | South Burlington LL | 1–2 |

| Datum      | Zeit (UTC-5) | Stadion     | Begegnung           | Begegnung | Begegnung    | Ergebnis |
| ---------- | ------------ | ----------- | ------------------- | --------- | ------------ | -------- |
| 10. August | 13:00        | Breen Field | Massachusetts       | –         | Maine        | 11:0     |
| 10. August | 20:00        | Breen Field | Connecticut         | –         | Rhode Island | 3:2      |
| 12. August | 10:00        | Breen Field | Massachusetts       | –         | Vermont      | 5:10     |
| 12. August | 16:00        | Breen Field | New Hampshire (F/4) | –         | Connecticut  | 16:1     |
| 13. August | 10:00        | Breen Field | Rhode Island        | –         | Vermont      | 11:4     |
| 13. August | 13:00        | Breen Field | Connecticut (F/4)   | –         | Maine        | 15:5     |
| 14. August | 11:00        | Breen Field | Connecticut         | –         | Rhode Island | 2:3      |

#### Playoff
|  | Halbfinale    | Halbfinale |               |              | Finale     | Finale     |
|  |               |            |               |              |            |            |
|  | 13. August    |            |               |              |            |            |
|  | Vermont       | 5          |               |              |            |            |
|  | New Hampshire | 11         |               |              | 16. August | 16. August |
|  |               |            | New Hampshire | 4            |            |            |
|  | 15. August    | 15. August |               | Rhode Island | 10         |            |
|  | Vermont       | 1          |               |              |            |            |
|  | Rhode Island  | 7          |               |              |            |            |
|  |               |            |               |              |            |            |

### Nordwest
Das Turnier fand vom 9. bis 15. August 2015 in San Bernardino, Kalifornien statt.

#### Vorrunde
| Stadt     | Mannschaft            | W-L |
| --------- | --------------------- | --- |
| Juneau    | Gastineau Channel LL  | 0–2 |
| Eagle     | West Valley LL        | 3–2 |
| Billings  | Boulder Arrowhead LL  | 1–2 |
| Portland  | Wilshire/Riverside LL | 4–0 |
| Vancouver | Cascade LL            | 4–0 |
| Gillette  | Gillette LL           | 0–4 |

| Datum      | Zeit (UTC-8) | Stadion        | Begegnung  | Begegnung | Begegnung   | Ergebnis |
| ---------- | ------------ | -------------- | ---------- | --------- | ----------- | -------- |
| 9. August  | 11:00        | Houghton Field | Oregon     | –         | Wyoming     | 12:3     |
| 9. August  | 16:00        | Houghton Field | Idaho      | –         | Washington  | 0:5      |
| 10. August | 08:30        | Houghton Field | Oregon     | –         | Alaska      | 11:6     |
| 10. August | 19:00        | Houghton Field | Washington | –         | Montana     | 11:2     |
| 11. August | 08:30        | Houghton Field | Montana    | –         | Wyoming     | 10:1     |
| 11. August | 19:00        | Houghton Field | Alaska     | –         | Idaho (F/4) | 0:10     |
| 12. August | 16:30        | Houghton Field | Idaho      | –         | Montana     | 16:11    |

#### Playoff
|  | Halbfinale | Halbfinale |        |       | Finale     | Finale     |
|  |            |            |        |       |            |            |
|  | 13. August |            |        |       |            |            |
|  | Oregon     | 10         |        |       |            |            |
|  | Washington | 6          |        |       | 15. August | 15. August |
|  |            |            | Oregon | 15    |            |            |
|  | 14. August | 14. August |        | Idaho | 3          |            |
|  | Washington | 7          |        |       |            |            |
|  | Idaho      | 8          |        |       |            |            |
|  |            |            |        |       |            |            |

### Südost
Das Turnier fand vom 7. bis 13. August 2015 in Warner Robins, Georgia statt.

#### Vorrunde
| Stadt          | Mannschaft                 | W-L |
| -------------- | -------------------------- | --- |
| Phenix City    | Phenix City American LL    | 0–2 |
| Tampa          | Keystone LL                | 2–2 |
| Peachtree City | Peachtree City American LL | 1–2 |
| Wilson         | Wilson City LL             | 0–2 |
| Taylors        | Northwood LL               | 4–0 |
| Nashville      | South Nashville LL         | 2–2 |
| Mechanicsville | Mechanicsville National LL | 4–2 |
| Bridgeport     | Bridgeport LL              | 1–2 |

| Datum      | Zeit  | Stadion                      | Begegnung      | Begegnung | Begegnung      | Ergebnis   |
| ---------- | ----- | ---------------------------- | -------------- | --------- | -------------- | ---------- |
| 7. August  | 10:00 | Little League Southeast Park | South Carolina | –         | North Carolina | 9:3        |
| 7. August  | 13:00 | Little League Southeast Park | Tennessee      | –         | West Virginia  | 4:2        |
| 7. August  | 16:00 | Little League Southeast Park | Florida        | –         | Alabama        | 5:1        |
| 7. August  | 19:00 | Little League Southeast Park | Georgia        | –         | Virginia       | 3:5        |
| 8. August  | 10:00 | Little League Southeast Park | West Virginia  | –         | North Carolina | 3:1        |
| 8. August  | 13:00 | Little League Southeast Park | Alabama        | –         | Georgia        | 0:10 (F/4) |
| 8. August  | 16:00 | Little League Southeast Park | South Carolina | –         | Tennessee      | 18:3 (F/5) |
| 8. August  | 19:00 | Little League Southeast Park | Florida        | –         | Virginia       | 8:4        |
| 9. August  | 13:00 | Little League Southeast Park | Virginia       | –         | West Virginia  | 30:3 (F/5) |
| 9. August  | 16:00 | Little League Southeast Park | Tennessee      | –         | Georgia        | 5:4        |
| 11. August | 13:00 | Little League Southeast Park | Tennessee      | –         | Virginia       | 6:10       |

#### Playoff
|  | Halbfinale     | Halbfinale |                |          | Finale    | Finale    |
|  |                |            |                |          |           |           |
|  | 11. August     |            |                |          |           |           |
|  | South Carolina | 5          |                |          |           |           |
|  | Florida        | 4          |                |          | 8. August | 8. August |
|  |                |            | South Carolina | 7        |           |           |
|  | 6. August      | 6. August  |                | Virginia | 0         |           |
|  | Florida        | 2          |                |          |           |           |
|  | Virginia       | 5          |                |          |           |           |
|  |                |            |                |          |           |           |

### Südwest
Das Turnier fand vom 7. bis 13. August 2015 in Waco, Texas statt. Die Mannschaft aus Pearland repräsentierte Osttexas, San Antonio vertrat Westtexas.

#### Vorrunde
| Stadt        | Mannschaft                  | W-L |
| ------------ | --------------------------- | --- |
| Pine Bluff   | Pine Bluff Western LL       | 3–2 |
| Boulder      | North Boulder LL            | 3–2 |
| Lake Charles | South Lake Charles LL       | 2–2 |
| Starkville   | Starkville LL               | 1–2 |
| Albuquerque  | Paradise Hills LL           | 0–2 |
| Tulsa        | Tulsa National LL           | 0–2 |
| Pearland     | Pearland East LL            | 4–0 |
| San Antonio  | McAllister Park National LL | 1–2 |

| Datum      | Zeit UTC-6 | Stadion          | Begegnung   | Begegnung | Begegnung   | Ergebnis   |
| ---------- | ---------- | ---------------- | ----------- | --------- | ----------- | ---------- |
| 7. August  | 10:00      | Norcross Stadium | Louisiana   | –         | Westtexas   | 3:8        |
| 7. August  | 13:30      | Norcross Stadium | Colorado    | –         | Oklahoma    | 9:1        |
| 7. August  | 17:00      | Norcross Stadium | Osttexas    | –         | Arkansas    | 8:4        |
| 7. August  | 20:30      | Norcross Stadium | Mississippi | –         | New Mexico  | 10:0 (F/5) |
| 8. August  | 17:00      | Norcross Stadium | Louisiana   | –         | Colorado    | 13:1 (F/4) |
| 8. August  | 20:30      | Norcross Stadium | New Mexico  | –         | Arkansas    | 4:9        |
| 9. August  | 17:00      | Norcross Stadium | Colorado    | –         | Westtexas   | 5:4        |
| 9. August  | 20:30      | Norcross Stadium | Osttexas    | –         | Mississippi | 15:0 (F/4) |
| 10. August | 17:00      | Norcross Stadium | Mississippi | –         | Louisiana   | 6:12       |
| 10. August | 20:30      | Norcross Stadium | Westtexas   | –         | Arkansas    | 7:9        |
| 11. August | 13:00      | Norcross Stadium | Louisiana   | –         | Arkansas    | 0:1        |

#### Playoff
|  | Halbfinale | Halbfinale |          |          | Finale     | Finale     |
|  |            |            |          |          |            |            |
|  | 11. August |            |          |          |            |            |
|  | Colorado   | 1          |          |          |            |            |
|  | Osttexas   | 9          |          |          | 13. August | 13. August |
|  |            |            | Osttexas | 9        |            |            |
|  | 12. August | 12. August |          | Colorado | 2          |            |
|  | Colorado   | 11         |          |          |            |            |
|  | Arkansas   | 9          |          |          |            |            |
|  |            |            |          |          |            |            |

### West
Das Turnier fand vom 9. bis 15. August 2015 in San Bernardino, Kalifornien statt. Die Mannschaft aus San José repräsentierte Nordkalifornien, Bonita vertrat Südkalifornien.

#### Vorrunde
| Stadt       | Mannschaft                 | W-L |
| ----------- | -------------------------- | --- |
| Chandler    | Chandler National North LL | 1–2 |
| Bonita      | Sweetwater Valley LL       | 4–0 |
| San José    | Cambrian Park LL           | 0–2 |
| Waipahu     | Waipio LL                  | 3–2 |
| Henderson   | Paseo Verde LL             | 1–2 |
| Santa Clara | Snow Canyon LL             | 1–2 |

| Datum      | Zeit UTC-8 | Stadion        | Begegnung       | Begegnung | Begegnung       | Ergebnis   |
| ---------- | ---------- | -------------- | --------------- | --------- | --------------- | ---------- |
| 9. August  | 08:30      | Houghton Field | Arizona         | –         | Nordkalifornien | 1:0        |
| 9. August  | 19:00      | Houghton Field | Südkalifornien  | –         | Hawaii          | 16:9       |
| 10. August | 11:30      | Houghton Field | Arizona         | –         | Utah            | 1:11 (F/5) |
| 10. August | 16:30      | Houghton Field | Südkalifornien  | –         | Nevada          | 11:2       |
| 11. August | 11:00      | Houghton Field | Nordkalifornien | –         | Nevada          | 3:9        |
| 11. August | 16:30      | Houghton Field | Hawaii          | –         | Arizona         | 12:9       |
| 12. August | 19:00      | Houghton Field | Hawaii          | –         | Nevada          | 14:3 (F/5) |

#### Playoff
|  | Halbfinale           | Halbfinale |                |        | Finale     | Finale     |
|  |                      |            |                |        |            |            |
|  | 13. August           |            |                |        |            |            |
|  | Utah                 | 1          |                |        |            |            |
|  | Südkalifornien (F/4) | 11         |                |        | 15. August | 15. August |
|  |                      |            | Südkalifornien | 12     |            |            |
|  | 14. August           | 14. August |                | Hawaii | 10         |            |
|  | Utah                 | 0          |                |        |            |            |
|  | Hawaii (F/4)         | 15         |                |        |            |            |
|  |                      |            |                |        |            |            |

## International

### Asien-Pazifik und Mittlerer Osten
Das Turnier fand vom 13./14. bis 20./21. Juli 2015 in Guilin, China statt.

#### Vorrunde

##### Gruppe A
| Platz | Stadt     | Mannschaft          | W-L |
| ----- | --------- | ------------------- | --- |
| 1.    | Makati    | ILLAM Central LL    | 3–1 |
| 2.    | Hongkong  | Hongkong LL         | 2–2 |
| 3.    | Saipan    | Saipan LL           | 2–2 |
| 4.    | Dhahran   | Arabian American LL | 2–2 |
| 5.    | Guangzhou |                     | 0–4 |

| Datum    | Zeit UTC+8 | Stadion | Begegnung           | Begegnung | Begegnung           | Ergebnis |
| -------- | ---------- | ------- | ------------------- | --------- | ------------------- | -------- |
| 14. Juli | 08:30      | Field A | Nördliche Marianen  | –         | Volksrepublik China | 15:5     |
| 14. Juli | 10:30      | Field A | Hongkong            | –         | Philippinen         | 2:7      |
| 15. Juli | 08:30      | Field A | Hongkong            | –         | Chinesisch Taipeh   | 11:1     |
| 15. Juni | 10:30      | Field A | Saudi-Arabien       | –         | Philippinen         | 5:10     |
| 16. Juli | 08:30      | Field A | Nördliche Marianen  | –         | Saudi-Arabien       | 12:8     |
| 16. Juli | 10:30      | Field A | Volksrepublik China | –         | Philippinen         | 0:10     |

##### Gruppe B
| Platz | Stadt   | Mannschaft    | W-L |
| ----- | ------- | ------------- | --- |
| 1.    | Seoul   | East Seoul LL | 4–0 |
| 2.    | Taipeh  | Tung Yuan LL  | 3–1 |
| 3.    | Jakarta | Indonesia LL  | 1–1 |
| 4.    | Hagåtña |               | 0-2 |
| 5.    | Bangkok |               | 0–2 |

| Datum    | Zeit  | Stadion | Begegnung         | Begegnung | Begegnung         | Ergebnis |
| -------- | ----- | ------- | ----------------- | --------- | ----------------- | -------- |
| 14. Juli | 09:00 | Field B | Chinesisch Taipeh | –         | Guam              | 15:0     |
| 14. Juli | 11:00 | Field B | Südkorea          | –         | Indonesien        | 13:0     |
| 15. Juli | 09:00 | Field B | Indonesien        | –         | Chinesisch Taipeh | 0:13     |
| 15. Juli | 11:00 | Field B | Thailand          | –         | Südkorea          | 6:16     |
| 16. Juli | 09:00 | Field B | Südkorea          | –         | Chinesisch Taipeh | 9:7      |
| 16. Juli | 11:00 | Field B | Guam              | –         | Thailand          | 12:15    |

##### Playoff
|  | Halbfinale           | Halbfinale |                      |             | Finale   | Finale   |
|  |                      |            |                      |             |          |          |
|  | 20. Juli             |            |                      |             |          |          |
|  | A1 Chinesisch Taipeh | 11         |                      |             |          |          |
|  | B2 Philippinen       | 9          |                      |             | 21. Juli | 21. Juli |
|  |                      |            | A1 Chinesisch Taipeh | 3           |          |          |
|  | 20. Juli             | 20. Juli   |                      | B1 Südkorea | 2        |          |
|  | A2 Hongkong          | 0          |                      |             |          |          |
|  | B1 Südkorea          | 16         |                      |             |          |          |
|  |                      |            |                      |             |          |          |

### Australien
Das Turnier fand vom 4. bis 9. Juni 2015 in Gold Coast, Queensland statt.

#### Vorrunde

##### Gruppe A
| Platz | Stadt             | Mannschaft        | W-L |
| ----- | ----------------- | ----------------- | --- |
| 1.    | Cronulla          | Cronulla          | 4–0 |
| 2.    | Southern Mariners | Southern Mariners | 2–2 |
| 3.    | Manly             | Manly             | 2–2 |
| 4.    | Gold Coast        | Gold Coast        | 1–3 |
| 5.    | Western Coast     | Western Coast     | 1–3 |

##### Gruppe B
| Platz | Stadt    | Mannschaft       | W-L |
| ----- | -------- | ---------------- | --- |
| 1.    | Sydney   | Hills            | 4–0 |
| 2.    | Perth    | Perth Metro East | 3–1 |
| 3.    | Adelaide | Adelaide North   | 2–2 |
| 4.    | Yarra    | Yarra Rangers    | 1–3 |
| 5.    | Brisbane | Brisbane North   | 0-4 |

##### Gruppe C
| Platz | Stadt              | Mannschaft         | W-L |
| ----- | ------------------ | ------------------ | --- |
| 1.    | Swan Valley        | Swan Hills         | 4–0 |
| 2.    | Perth              | Perth Metro East   | 3–1 |
| 3.    | Adelaide           | Adelaide West      | 2–2 |
| 4.    | New South Wales    | Central Coast      | 1–3 |
| 5.    | Northern Territory | Northern Territory | 0–4 |

##### Gruppe D
| Platz | Stadt                 | Mannschaft            | W-L |
| ----- | --------------------- | --------------------- | --- |
| 1.    | North Ryde            | Ryde North            | 4–0 |
| 2.    | Perth                 | Perth Metro Central   | 3–1 |
| 3.    | South Ryde            | Ryde South            | 2–2 |
| 4.    | Northern Diamondbacks | Northern Diamondbacks | 1–3 |
| 5.    | Canberra              | Canberra              | 0–4 |

#### Playoff

##### Finalrunde
|  | Viertelfinale        | Viertelfinale |               |               | Halbfinale       | Halbfinale |  |  | Finale  | Finale  |
|  |                      |               |               |               |                  |            |  |  |         |         |
|  | 7. Juni              |               |               |               |                  |            |  |  |         |         |
|  | B1 Hills             | 12 (5)        |               |               |                  |            |  |  |         |         |
|  | B1 Hills             | 12 (5)        | 8. Juni       |               |                  |            |  |  |         |         |
|  | C2 Perth East        | 5             |               |               |                  |            |  |  |         |         |
|  | C2 Perth East        | 5             | B1 Hills      | 2             |                  |            |  |  |         |         |
|  |                      |               | B1 Hills      | 2             |                  |            |  |  |         |         |
|  |                      | A1 Cronulla   | 4             |               |                  |            |  |  |         |         |
|  | A1 Cronulla          | A1 Cronulla   | 4             | 3             |                  |            |  |  |         |         |
|  | A1 Cronulla          |               |               | 3             |                  |            |  |  |         |         |
|  | D2 Perth Central     | 1             |               | 9. Juni       | 9. Juni          |            |  |  |         |         |
|  | 7. Juni              | 7. Juni       | A1 Cronulla   | 7             |                  |            |  |  |         |         |
|  | 7. Juni              | 7. Juni       |               | C1 Swan Hills | 3                |            |  |  |         |         |
|  | C1 Swan Hills        | 4             |               |               |                  |            |  |  |         |         |
|  | A2 Southern Mariners | 0             |               |               |                  |            |  |  |         |         |
|  | A2 Southern Mariners | 0             | C1 Swan Hills | 6             |                  |            |  |  |         |         |
|  |                      |               | C1 Swan Hills | 6             | Spiel um Platz 3 |            |  |  |         |         |
|  |                      | D1 Ryde North | 1             |               |                  |            |  |  |         |         |
|  | D1 Ryde North        | D1 Ryde North | 1             | 12 (4)        | B1 Hills         | 6          |  |  |         |         |
|  | D1 Ryde North        | 8. Juni       |               | 12 (4)        | B1 Hills         | 6          |  |  |         |         |
|  | B2 Perth East        | 2             |               | D1 Ryde North | 7                |            |  |  |         |         |
|  | B2 Perth East        | 2             |               |               | 7                |            |  |  |         |         |
|  | 7. Juni              | 7. Juni       |               |               |                  |            |  |  | 9. Juni | 9. Juni |

### Europa und Afrika
Das Turnier fand vom 16. bis 23. Juli 2015 in Kutno, Polen statt.

#### Vorrunde
| Stadt             | Mannschaft             | W-L |
| ----------------- | ---------------------- | --- |
| Wien              | Ostösterreich          | 1-2 |
| Brüssel           | Brüssel                | 2–2 |
| Ramstein Air Base | KMC American LL        | 2-2 |
| London            | London Area Youth      | 3–1 |
| Budapest          | Central                | 0-2 |
| Emilia            | Emilia                 | 3–2 |
| Tiraspol          | Kvint                  | 0–4 |
| Amsterdam         | Rotterdam              | 3–2 |
| Wodzisław Śląsdki | Żory/Jastrzebie/Rybnik | 0–2 |
| Katalonien        | Cataluna               | 6–2 |
| Brünn             | Jihomoravský krai LL   | 2-2 |
| Kirowohrad        | Kirovograd             | 2–2 |
| Kampala           | AVRS School            | 5–0 |
| Brest             | Brest Zubrs            | 1–2 |

| Datum    | Zeit (UTC+2) | Stadion               | Begegnung                      | Begegnung | Begegnung                      | Ergebnis |
| -------- | ------------ | --------------------- | ------------------------------ | --------- | ------------------------------ | -------- |
| 16. Juli | 09:00        | Edward Piszek Stadium | Ungarn                         | –         | Italien                        | 0:10     |
| 16. Juli | 09:30        | Little League Field   | Deutschland-Vereinigte Staaten | –         | Ukraine                        | 4:3      |
| 16. Juli | 11:30        | Edward Piszek Stadium | Vereinigtes Königreich         | –         | Niederlande                    | 7:8      |
| 16. Juli | 12:00        | Little League Field   | Uganda                         | –         | Italien                        | 21:1     |
| 16. Juli | 14:00        | Edward Piszek Stadium | Österreich                     | –         | Belarus                        | 4:11     |
| 16. Juli | 18:30        | Edward Piszek Stadium | Moldau                         | –         | Spanien                        | 2:15     |
| 17. Juli | 10:00        | Edward Piszek Stadium | Polen                          | –         | Italien                        | 4:15     |
| 17. Juli | 10:30        | Little League Field   | Deutschland-Vereinigte Staaten |           | Niederlande                    | 10:4     |
| 17. Juli | 13:00        | Edward Piszek Stadium | Uganda                         | –         | Belarus                        | 18:1     |
| 17. Juli | 13:30        | Little League Field   | Tschechien                     | –         | Spanien                        | 13:3     |
| 17. Juli | 16:00        | Edward Piszek Stadium | Belgien                        | –         | Österreich                     | 1:5      |
| 17. Juli | 16:30        | Little League Field   | Ukraine                        | –         | Vereinigtes Königreich         | 2:7      |
| 18. Juli | 10:00        | Little League Field   | Moldau                         | –         | Polen                          | 6:5      |
| 18. Juli | 10:30        | Edward Piszek Stadium | Ungarn                         | –         | Spanien                        | 2:8      |
| 18. Juli | 13:00        | Little League Field   | Österreich                     | –         | Niederlande                    | 3:15     |
| 18. Juli | 13:30        | Edward Piszek Stadium | Vereinigtes Königreich         | –         | Belarus                        | 14:4     |
| 19. Juli | 10:00        | Little League Field   | Italien                        | –         | Deutschland-Vereinigte Staaten | 10:1     |
| 19. Juli | 13:00        | Little League Field   | Moldau                         | –         | Niederlande                    | 2:12     |
| 19. Juli | 10:30        | Edward Piszek Stadium | Uganda                         | –         | Tschechien                     | 10:0     |
| 19. Juli | 13:00        | Edward Piszek Stadium | Spanien                        | –         | Vereinigtes Königreich         | 11:1     |
| 20. Juli | 10:00        | Little League Field   | Niederlande                    | –         | Tschechien                     | 1:5      |
| 20. Juli | 13:00        | Little League Field   | Italien                        | –         | Uganda                         | 0:4      |
| 20. Juli | 11:00        | Edward Piszek Stadium | Spanien                        | –         | Deutschland-Vereinigte Staaten | 10:0     |
| 21. Juli | 11:00        | Edward Piszek Stadium | Tschechien                     | –         | Spanien                        | 0:11     |
| 22. Juli | 12:00        | Edward Piszek Stadium | Italien                        | –         | Spanien                        | 2:5      |

#### Regionmeisterspiel
| Datum    | Zeit (UTC+2) | Stadion               | Begegnung | Begegnung | Begegnung | Ergebnis |
| -------- | ------------ | --------------------- | --------- | --------- | --------- | -------- |
| 23. Juli | 10:00        | Edward Piszek Stadium | Uganda    | –         | Spanien   | 18:0     |

### Japan
Die ersten beiden Runden finden am 19. Juni statt, die letzten beiden Runden am 20. Juli. Alle Spiele fanden in Shirakawa, Fukushima statt.

#### Teilnehmende Teams
| Ergebnis Distrikt     | Präfektur | Stadt      | Team              |
| --------------------- | --------- | ---------- | ----------------- |
| Chūgoku Meister       | Okayama   | Okayama    | Okayama           |
| Kita-Kantō Meister    | Saitama   | Urawa      | Urawa             |
| Kanagawa Meister      | Kanagawa  | Hiratsuka  | Hiratsuka         |
| Kansai Meister        | Nara      | Nara       | Keina             |
| Kansai Zweiter        | Osaka     | Kaizuka    | Kaizuka           |
| Higashi-Kantō Meister | Ibaraki   | Ushiku     | Ushiku            |
| Kyūshū Meister        | Miyazaki  | Miyakonojō | Miyakonojō        |
| Hokkaidō Meister      | Hokkaidō  | Sapporo    | Sapporo Shiroishi |
| Shikoku Meister       | Ehime     | Iyo        | Ehime Konan       |
| Shin’etsu Meister     | Nagano    | Nagano     | Nagano Minami     |
| Tōhoku Meister        | Fukushima | Shirakawa  | Shirakawa         |
| Tōhoku Zweiter        | Miyagi    | Shiogama   | Shiogama          |
| Tōkai Meister         | Aichi     | Ichinomiya | Owari Ichimiya    |
| Tōkai Zweiter         | Shizuoka  | Fuji       | Fuji              |
| Tokio Meister         | Tokio     | Tokio      | Tokyo Kitasuna    |
| Tokio Zweiter         | Tokio     | Tokio      | Hachioji          |

#### Playoffs
|  | Achtelfinale       | Achtelfinale |               |                    | Viertelfinale      | Viertelfinale |  |  | Halbfinale | Halbfinale |          |          | Finale | Finale |
|  |                    |              |               |                    |                    |               |  |  |            |            |          |          |        |        |
|  | 19. Juli           |              |               |                    |                    |               |  |  |            |            |          |          |        |        |
|  | Shirakawa          | 7            |               |                    |                    |               |  |  |            |            |          |          |        |        |
|  | Hiratsuka          | 9            |               |                    | 19. Juli           | 19. Juli      |  |  |            |            |          |          |        |        |
|  | Hiratsuka          | 9            | Hiratsuka     | 9                  |                    |               |  |  |            |            |          |          |        |        |
|  |                    |              | Hiratsuka     | 9                  |                    |               |  |  |            |            |          |          |        |        |
|  | 19. Juli           | 19. Juli     |               |                    | Ushiku             | 2             |  |  |            |            |          |          |        |        |
|  | Ushiku             | 4            |               |                    | Ushiku             | 2             |  |  |            |            |          |          |        |        |
|  | Ushiku             | 4            |               |                    |                    |               |  |  |            |            |          |          |        |        |
|  | Kaizuka            | 0            |               |                    | 20. Juli           | 20. Juli      |  |  |            |            |          |          |        |        |
|  | Kaizuka            | 0            | Hiratsuka     | 12                 |                    |               |  |  |            |            |          |          |        |        |
|  |                    |              | Hiratsuka     | 12                 |                    |               |  |  |            |            |          |          |        |        |
|  | 19. Juli           | 19. Juli     |               | Hachioji           | 4                  |               |  |  |            |            |          |          |        |        |
|  | Sapporo Shiroishi  | 0            |               | Hachioji           | 4                  |               |  |  |            |            |          |          |        |        |
|  | Sapporo Shiroishi  | 0            |               |                    |                    |               |  |  |            |            |          |          |        |        |
|  | Hachioji           | 14           |               |                    | 19. Juli           | 19. Juli      |  |  |            |            |          |          |        |        |
|  | Hachioji           | 14           | Hachioji (4)  | 15                 |                    |               |  |  |            |            |          |          |        |        |
|  |                    |              | Hachioji (4)  | 15                 |                    |               |  |  |            |            |          |          |        |        |
|  | 19. Juli           | 19. Juli     |               |                    | Owara Ichimiya     | 2             |  |  |            |            |          |          |        |        |
|  | Urawa              | 3            |               |                    | Owara Ichimiya     | 2             |  |  |            |            |          |          |        |        |
|  | Urawa              | 3            |               |                    |                    |               |  |  |            |            |          |          |        |        |
|  | Owara Ichimiya (4) | 4            |               |                    |                    |               |  |  |            |            | 20. Juli | 20. Juli |        |        |
|  | Owara Ichimiya (4) | 4            | Hachioji      | 3                  |                    |               |  |  |            |            |          |          |        |        |
|  |                    |              | Hachioji      | 3                  |                    |               |  |  |            |            |          |          |        |        |
|  | 19. Juli           | 19. Juli     |               | Tokyo Kitasuna (4) | 20                 |               |  |  |            |            |          |          |        |        |
|  | Okayama            | 1            |               | Tokyo Kitasuna (4) | 20                 |               |  |  |            |            |          |          |        |        |
|  | Okayama            | 1            |               |                    |                    |               |  |  |            |            |          |          |        |        |
|  | Shiogama           | 7            |               |                    | 19. Juli           | 19. Juli      |  |  |            |            |          |          |        |        |
|  | Shiogama           | 7            | Shiogama      | 0                  |                    |               |  |  |            |            |          |          |        |        |
|  |                    |              | Shiogama      | 0                  |                    |               |  |  |            |            |          |          |        |        |
|  | 19. Juli           | 19. Juli     |               |                    | Nagano Minami      | 8             |  |  |            |            |          |          |        |        |
|  | Keina              | 2            |               |                    | Nagano Minami      | 8             |  |  |            |            |          |          |        |        |
|  | Keina              | 2            |               |                    |                    |               |  |  |            |            |          |          |        |        |
|  | Nagano Minami      | 3            |               |                    | 20. Juli           | 20. Juli      |  |  |            |            |          |          |        |        |
|  | Nagano Minami      | 3            | Nagano Minami | 1                  |                    |               |  |  |            |            |          |          |        |        |
|  |                    |              | Nagano Minami | 1                  |                    |               |  |  |            |            |          |          |        |        |
|  | 19. Juli           | 19. Juli     |               | Tokyo Kitasuna     | 4                  |               |  |  |            |            |          |          |        |        |
|  | Fuji               | 2            |               | Tokyo Kitasuna     | 4                  |               |  |  |            |            |          |          |        |        |
|  | Fuji               | 2            |               |                    |                    |               |  |  |            |            |          |          |        |        |
|  | Miyakanojō         | 1            |               |                    | 19. Juli           | 19. Juli      |  |  |            |            |          |          |        |        |
|  | Miyakanojō         | 1            | Fuji          | 0                  |                    |               |  |  |            |            |          |          |        |        |
|  |                    |              | Fuji          | 0                  |                    |               |  |  |            |            |          |          |        |        |
|  | 19. Juli           | 19. Juli     |               |                    | Tokyo Kitasuna (5) | 10            |  |  |            |            |          |          |        |        |
|  | Tokyo Kitasuna     | 10           |               |                    | Tokyo Kitasuna (5) | 10            |  |  |            |            |          |          |        |        |
|  | Tokyo Kitasuna     | 10           |               |                    |                    |               |  |  |            |            |          |          |        |        |
|  | Ehime Konan        | 0            |               |                    |                    |               |  |  |            |            |          |          |        |        |

### Kanada
Das Turnier fand vom 7. bis 16. August 2015 in Ottawa, Ontario statt.

#### Vorrunde
| Platz | Stadt                | Mannschaft                 | W-L |
| ----- | -------------------- | -------------------------- | --- |
| 1.    | White Rock           | White Rock South Surrey LL | 5–1 |
| 2.    | Toronto              | Toronto High Park LL       | 5–1 |
| 3.    | Ottawa (Gastgeber)   | East Nepean LL             | 5–1 |
| 4.    | Glace Bay (Atlantik) | Glace Bay LL               | 3–3 |
| 5.    | Lethbridge           | Lethbridge Southwest LL    | 2–4 |
| 6.    | Montreal             | NDG LL                     | 1–5 |
| 7.    | Moose Jaw (Prärie)   | Moose Jaw LL               | 0–6 |

| Datum      | Zeit (UTC-5) | Stadion        | Begegnung            | Begegnung | Begegnung            | Ergebnis |
| ---------- | ------------ | -------------- | -------------------- | --------- | -------------------- | -------- |
| 7. August  | 11:00        | Eagles Nest #1 | Québec               | –         | British Columbia (5) | 0:14     |
| 7. August  | 14:00        | Eagles Nest #1 | Ontario              | –         | Alberta              | 8:0      |
| 7. August  | 18:00        | Eagles Nest #1 | Gastgeber (4)        | –         | Atlantik             | 16:0     |
| 8. August  | 12:00        | Eagles Nest #1 | Atlantik             | –         | Ontario              | 5:6      |
| 8. August  | 15:00        | Eagles Nest #1 | Alberta (4)          | –         | Prärie               | 18:1     |
| 8. August  | 18:00        | Eagles Nest #1 | British Columbia     | –         | Gastgeber            | 5:6      |
| 9. August  | 12:00        | Eagles Nest #1 | Québec               | –         | Alberta (4)          | 1:15     |
| 9. August  | 15:00        | Eagles Nest #1 | British Columbia (4) | –         | Atlantik             | 22:1     |
| 9. August  | 18:00        | Eagles Nest #1 | Gastgeber (4)        | –         | Prärie               | 11:0     |
| 10. August | 12:00        | Eagles Nest #1 | Atlantik             | –         | Québec               | 20:14    |
| 10. August | 15:00        | Eagles Nest #1 | Prärie               | –         | Ontario              | 2:10     |
| 10. August | 18:00        | Eagles Nest #1 | Alberta              | –         | Gastgeber            | 2:5      |
| 11. August | 12:00        | Eagles Nest #1 | British Columbia (4) | –         | Prärie               | 31:0     |
| 11. August | 15:00        | Eagles Nest #1 | Québec               | –         | Ontario              | 3:12     |
| 11. August | 18:00        | Eagles Nest #1 | Atlantik             | –         | Alberta              | 6:3      |
| 12. August | 12:00        | Eagles Nest #1 | Alberta              | –         | British Columbia     | 1:5      |
| 12. August | 15:00        | Eagles Nest #1 | Prärie               | –         | Québec               | 3:11     |
| 12. August | 18:00        | Eagles Nest #1 | Gastgeber            | –         | Atlantik             | 14:2     |
| 13. August | 09:00        | Eagles Nest #1 | Prärie               | –         | Atlantik             | 12:16    |
| 13. August | 12:00        | Eagles Nest #1 | Ontario              | –         | British Columbia     | 8:9      |
| 13. August | 15:00        | Eagles Nest #1 | Gastgeber            | –         | Québec               | 14:2     |

##### Playoff
|  | Halbfinale             | Halbfinale |                        |             | Finale     | Finale     |
|  |                        |            |                        |             |            |            |
|  | 15. August             |            |                        |             |            |            |
|  | 1 British Columbia (5) | 11         |                        |             |            |            |
|  | 4 Atlantik             | 1          |                        |             | 16. August | 16. August |
|  |                        |            | 1 British Columbia (5) | 16          |            |            |
|  | 15. August             | 15. August |                        | 3 Gastgeber | 0          |            |
|  | 2 Ontario              | 1          |                        |             |            |            |
|  | 3 Gastgeber            | 2          |                        |             |            |            |
|  |                        |            |                        |             |            |            |

### Karibik
Das Turnier fand vom 18. bis 25. Juli 2015 in Willemstad, Curaçao statt.

#### Vorrunde

##### Gruppe A
| Platz | Stadt                      | Mannschaft                      | W-L |
| ----- | -------------------------- | ------------------------------- | --- |
| 1.    | Willemstad                 | Pariba                          | 5–0 |
| 2.    | Santiago de los Caballeros | Los Bravos de Pontezuela        | 4–1 |
| 3.    | Willemstad                 | Pabao                           | 3–2 |
| 4.    | Oranjestad                 | Aruba Center                    | 1–4 |
| 5.    | St. Thomas                 | Elrod Hendricks West            | 1–4 |
| 6.    | Cayey                      | Roberto Rivera Miranda de Cayey | 1-4 |

| Datum    | Zeit  | Stadion | Begegnung                    | Begegnung | Begegnung                    | Ergebnis |
| -------- | ----- | ------- | ---------------------------- | --------- | ---------------------------- | -------- |
| 18. Juli | 14:00 |         | Dominikanische Republik      | –         | Aruba                        | 16:1     |
| 18. Juli | 16:00 |         | Puerto Rico                  | –         | Pabao                        | 10:0     |
| 18. Juli | 18:00 |         | Pariba                       | –         | Amerikanische Jungferninseln | 4:1      |
| 19. Juli | 13:00 |         | Puerto Rico                  | –         | Aruba                        | 10:8     |
| 19. Juli | 16:00 |         | Amerikanische Jungferninseln | –         | Pabao                        | 8:11     |
| 19. Juli | 19:00 |         | Pariba                       | –         | Dominikanische Republik      | 7:6      |
| 20. Juli | 13:00 |         | Amerikanische Jungferninseln | –         | Dominikanische Republik      | 5:11     |
| 20. Juli | 16:00 |         | Pabao                        | –         | Aruba                        | 9:7      |
| 20. Juli | 19:00 |         | Aruba                        | –         | Pariba                       | 0:4      |
| 21. Juli | 13:00 |         | Amerikanische Jungferninseln | –         | Puerto Rico                  | 4:2      |
| 21. Juli | 16:00 |         | Dominikanische Republik      | –         | Pabao                        | 10:8     |
| 21. Juli | 19:00 |         | Aruba                        | –         | Pariba                       | 0:4      |
| 22. Juli | 11:00 |         | Aruba                        | –         | Amerikanische Jungferninseln | 13:4     |
| 22. Juli | 13:30 |         | Dominikanische Republik      | –         | Puerto Rico                  | 5:4      |
| 22. Juli | 13:30 |         | Pariba                       | –         | Pabao                        | 3:4      |

#### Playoff
|  | Halbfinale                | Halbfinale |          |    | Finale   | Finale   |
|  |                           |            |          |    |          |          |
|  | 3 Pabao                   | 1          |          |    |          |          |
|  | 2 Dominikanische Republik | 3          |          |    |          |          |
|  | 24. Juli                  |            |          |    |          |          |
|  |                           |            | 25. Juli |    |          |          |
|  | 2 Dominikanische Republik | 13         |          |    |          |          |
|  |                           | 4 Aruba    | 2        |    |          |          |
|  |                           |            |          |    |          |          |
|  | Spiel um Platz drei       |            |          |    |          |          |
|  | 24. Juli                  | 24. Juli   | 3 Pabao  | 2  |          |          |
|  | 1 Pariba                  | 0          | 1 Pariba | 13 |          |          |
|  | 4 Aruba                   | 4          |          |    | 25. Juli | 25. Juli |

### Lateinamerika
Das Turnier fand vom 11. bis 18. Juni 2015 in Panama-Stadt, Panama statt.

#### Vorrunde
| Platz | Stadt                | Mannschaft                          | W-L |
| ----- | -------------------- | ----------------------------------- | --- |
| 1.    | Barquisimeto         | Cardenales LL                       | 6–0 |
| 2.    | San Antonio          | San Antonio LL                      | 4–2 |
| 3.    | Santiago de Veraguas | Club Activo 2030 Santiago LL        | 4–2 |
| 4.    | Cartagena            | Alcon LL                            | 2–4 |
| 5.    | Guayaquil            | Liga de Guayaquil LL                | 2–4 |
| 6.    | Managua              | Liga Ciudad Sandino LL              | 2-4 |
| 7.    | Guatemala-Stadt      | Liga Pequena Javier de Base Ball LL | 1-5 |

| Datum    | Zeit | Stadion | Begegnung            | Begegnung | Begegnung            | Ergebnis |
| -------- | ---- | ------- | -------------------- | --------- | -------------------- | -------- |
| 11. Juli |      |         | Santiago de Veraguas | –         | Ecuador              | 9:3      |
| 11. Juli |      |         | Santiago de Veraguas | –         | Venezuela            | 0:3      |
| 11. Juli |      |         | Nicaragua            | –         | Kolumbien            | 3:12     |
| 11. Juli |      |         | Guatemala            | –         | San Antonio          | 2:8      |
| 12. Juli |      |         | Santiago de Veraguas | –         | Kolumbien            | 6:3      |
| 12. Juli |      |         | Guatemala            | –         | Venezuela            | 0:15     |
| 12. Juli |      |         | Nicaragua            | –         | Ecuador              | 6:1      |
| 12. Juli |      |         | Nicaragua            | –         | San Antonio          | 3:9      |
| 13. Juli |      |         | Nicaragua            | –         | Santiago de Veraguas | 0:6      |
| 13. Juli |      |         | Venezuela            | –         | San Antonio          | 7:0      |
| 13. Juli |      |         | Ecuador              | –         | Guatemala            | 5:3      |
| 13. Juli |      |         | Ecuador              | –         | Kolumbien            | 7:4      |
| 14. Juli |      |         | San Antonio          | –         | Santiago de Veraguas | 6:5      |
| 14. Juli |      |         | San Antonio          | –         | Ecuador              | 4:0      |
| 14. Juli |      |         | Nicaragua            | –         | Guatemala            | 4:2      |
| 14. Juli |      |         | Venezuela            | –         | Kolumbien            | 13:6     |
| 15. Juli |      |         | Guatemala            | –         | Santiago de Veraguas | 0:10     |
| 15. Juli |      |         | Kolumbien            | –         | San Antonio          | 6:2      |
| 15. Juli |      |         | Guatemala            | –         | Kolumbien            | 4:1      |
| 15. Juli |      |         | Nicaragua            | –         | Venezuela            | 1:6      |
| 15. Juli |      |         | Ecuador              | –         | Venezuela            | 3:19     |

#### Finalrunde
|  | Halbfinale             | Halbfinale |                        |             | Finale   | Finale   |
|  |                        |            |                        |             |          |          |
|  | 17. Juli               |            |                        |             |          |          |
|  | 3 Santiago de Veraguas | 7          |                        |             |          |          |
|  | 2 San Antonio          | 0          |                        |             | 18. Juli | 18. Juli |
|  |                        |            | 3 Santiago de Veraguas | 0           |          |          |
|  | 17. Juli               | 17. Juli   |                        | 1 Venezuela | 5        |          |
|  | 1 Venezuela            | 9          |                        |             |          |          |
|  | 4 Kolumbien            | 3          |                        |             |          |          |
|  |                        |            |                        |             |          |          |

### Mexiko
Das Turnier fand vom 11. bis 17. Juli 2015 in Matamoros, Tamaulipas statt.

#### Vorrunde

##### Gruppe A
| Platz | Stadt         | Mannschaft           | W-L |
| ----- | ------------- | -------------------- | --- |
| 1.    | Matamoros     | Villa del Refugio    | 6–0 |
| 2.    | Hermosillo    | Conno de Hermosillo  | 5–1 |
| 3.    | Ciudad Juárez | Satélite             | 4–2 |
| 4.    | Monterrey     | Mitras               | 3–3 |
| 5.    | Poza Rica AC  | Poza Rica de Hidalgo | 2–4 |
| 6.    | Zapopan       | Legión Zapopan       | 1–5 |
| 7.    | Lerdo         | C.D. Lerdo Durango   | 0–6 |

| Datum    | Zeit (UTC-5) | Stadion | Begegnung         | Begegnung | Begegnung         | Ergebnis |
| -------- | ------------ | ------- | ----------------- | --------- | ----------------- | -------- |
| 11. Juli |              |         | Zapopan           | –         | Monterrey         | 0:1      |
| 11. Juli |              |         | Poza Rica AC      | –         | Ciudad Juárez     | 2:16     |
| 11. Juli |              |         | Zapopan           | –         | Hermosillo        | 0:10     |
| 11. Juli |              |         | Hermosillo        | –         | Lerdo             | 2:0      |
| 12. Juli |              |         | Lerdo             | –         | Ciudad Juárez     | 4:11     |
| 12. Juli |              |         | Zapopan           | –         | Poza Rica AC      | 6:8      |
| 12. Juli |              |         | Monterrey         | –         | Hermosillo        | 4:8      |
| 12. Juli |              |         | Villa del Refugio | –         | Ciudad Juárez     | 6:1      |
| 13. Juli |              |         | Poza Rica AC      | –         | Lerdo             | 14:6     |
| 13. Juli |              |         | Ciudad Juárez     | –         | Zapopan           | 6:3      |
| 13. Juli |              |         | Lerdo             | –         | Monterrey         | 1:11     |
| 13. Juli |              |         | Villa del Refugio | –         | Hermosillo        | 11:1     |
| 14. Juli |              |         | Poza Rica AC      | –         | Monterrey         | 1:11     |
| 14. Juli |              |         | Zapopan           | –         | Villa del Refugio | 5:12     |
| 14. Juli |              |         | Hermosillo        | –         | Lerdo             | 17:3     |
| 14. Juli |              |         | Ciudad Juárez     | –         | Monterrey         | 5:3      |
| 14. Juli |              |         | Villa del Refugio | –         | Poza Rica AC      | 16:3     |
| 15. Juli |              |         | Zapopan           | –         | Mexicali          | 0:19     |
| 15. Juli |              |         | Hermosillo        | –         | Poza Rica AC      | 5:1      |
| 15. Juli |              |         | Lerdo             | –         | Zapopan           | 5:1      |
| 15. Juli |              |         | Ciudad Juárez     | –         | Hermosillo        | 6:11     |
| 15. Juli |              |         | Villa del Refugio | –         | Monterrey         | 7:6      |

##### Gruppe B
| Platz | Stadt                    | Mannschaft               | W-L |
| ----- | ------------------------ | ------------------------ | --- |
| 1.    | San Nicolás de los Garza | San Nicolás de los Garza | 5–1 |
| 2.    | Mexicali                 | Seguro Social            | 5–1 |
| 3.    | Matamoros                | Matamoros                | 4–2 |
| 4.    | Poza Rica de Hidalgo     | Poza Rica Municipal      | 3–3 |
| 5.    | Delicias                 | A Cura Trillo            | 2–4 |
| 6.    | Sabinas                  | Juvenil de Sabinas       | 2–4 |
| 7.    | Guadalajara              | Guadalara Sutaj Alfarera | 0–6 |

| Datum    | Zeit (UTC-5) | Stadion | Begegnung                | Begegnung | Begegnung                | Ergebnis |
| -------- | ------------ | ------- | ------------------------ | --------- | ------------------------ | -------- |
| 11. Juli |              |         | Guadalajara              | –         | San Nicolás de los Garza | 1:11     |
| 11. Juli |              |         | Guadalajara              | –         | Mexicali                 | 0:9      |
| 11. Juli |              |         | Matamoros                | –         | Sabinas                  | 6:0      |
| 11. Juli |              |         | Poza Rica Municipal      | –         | Delicias                 | 1:11     |
| 12. Juli |              |         | Sabinas                  | –         | Delicias                 | 7:5      |
| 12. Juli |              |         | Guadalajara              | –         | Poza Rica Municipal      | 14:9     |
| 12. Juli |              |         | San Nicolás de los Garza | –         | Mexicali                 | 6:4      |
| 12. Juli |              |         | Matamoros                | –         | Delicias                 | 6:4      |
| 13. Juli |              |         | Poza Rica Municipal      | –         | Sabinas                  | 7:5      |
| 13. Juli |              |         | Delicias                 | –         | Guadalajara              | 17:4     |
| 13. Juli |              |         | Sabinas                  | –         | San Nicolás de los Garza | 1:7      |
| 13. Juli |              |         | Mexicali                 | –         | Matamoros                | 5:3      |
| 14. Juli |              |         | Delicias                 | –         | San Nicolás de los Garza | 1:11     |
| 14. Juli |              |         | Guadalajara              | –         | Matamoros                | 1:16     |
| 14. Juli |              |         | Poza Rica Municipal      | –         | San Nicolás de los Garza | 2:8      |
| 14. Juli |              |         | Mexicali                 | –         | Sabinas                  | 19:2     |
| 14. Juli |              |         | Poza Rica Municipal      | –         | Matamoros                | 7:3      |
| 15. Juli |              |         | Delicias                 | –         | Mexicali                 | 9:19     |
| 15. Juli |              |         | Sabinas                  | –         | Guadalajara              | 8:3      |
| 15. Juli |              |         | Mexicali                 | –         | Poza Rica Municipal      | 13:0     |
| 15. Juli |              |         | San Nicolás de los Garza | –         | Matamoros                | 2:3      |

#### Playoff
|  | Halbfinale                  | Halbfinale |             |               | Finale   | Finale   |
|  |                             |            |             |               |          |          |
|  | 16. Juli                    |            |             |               |          |          |
|  | A1 Villa del Refugio        | 2          |             |               |          |          |
|  | B2 Mexicali                 | 4          |             |               | 17. Juli | 17. Juli |
|  |                             |            | B2 Mexicali | 13            |          |          |
|  | 16. Juli                    | 16. Juli   |             | A2 Hermosillo | 7        |          |
|  | B1 San Nicolás de los Garza | 1          |             |               |          |          |
|  | A2 Hermosillo               | 6          |             |               |          |          |
|  |                             |            |             |               |          |          |